# Francesco Motta

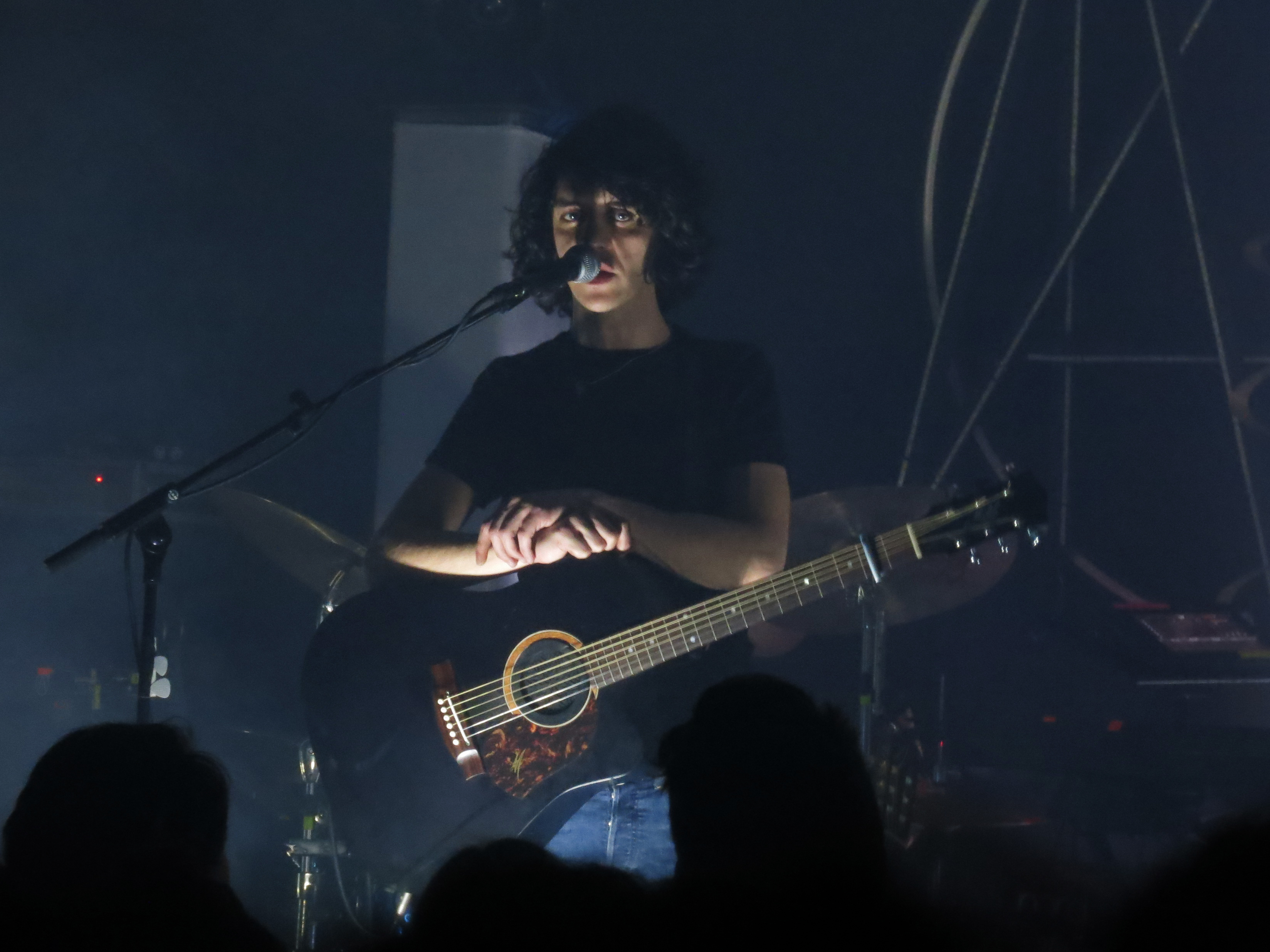
Motta bei einem Auftritt 2017

Francesco Motta (* 10. Oktober 1986 in Pisa), meist einfach Motta, ist ein italienischer Cantautore.

## Karriere
Motta begann seine Karriere 2006 innerhalb der Band Criminal Jokers, mit der er bis 2012 zwei Alben veröffentlichte. Daneben arbeitete er mit einer Reihe von anderen Musikern zusammen, darunter Nada. 2013 zog er nach Rom und begann ein Filmmusik-Studium am Centro Sperimentale di Cinematografia bei Ludovic Bource. Nach einigen Soundtracks veröffentlichte Motta schließlich 2016 sein erstes Soloalbum La fine dei vent’anni, in Zusammenarbeit mit Riccardo Sinigallia. Dieses wurde 2016 mit der Targa Tenco als bestes Debütalbum ausgezeichnet.
Beim Label Sugar Music von Caterina Caselli erschien 2018 Mottas zweites Album Vivere o morire. Dieses brachte dem Cantautore die Targa Tenco für das Album des Jahres ein. Im Jahr darauf nahm er mit Dov’è l’Italia am Sanremo-Festival teil.

## Diskografie
Alben
- La fine dei vent’anni (Woodworm, 2016)

| Jahr | Titel           | Höchstplatzierung, Gesamtwochen, AuszeichnungChartsChartplatzierungen (Jahr, Titel, Platzierungen, Wochen, Auszeichnungen, Anmerkungen) | Anmerkungen |
| Jahr | Titel           | IT | Anmerkungen |
| ---- | --------------- | --- | ----------- |
| 2018 | Vivere o morire | IT5 (13 Wo.)IT | Sugar       |
| 2021 | Semplice        | IT13 (2 Wo.)IT |             |

Singles

| Jahr | Titel Album                              | Höchstplatzierung, Gesamtwochen, AuszeichnungChartsChartplatzierungen (Jahr, Titel, Album, Platzierungen, Wochen, Auszeichnungen, Anmerkungen) | Anmerkungen |
| Jahr | Titel Album                              | IT | Anmerkungen |
| ---- | ---------------------------------------- | --- | ----------- |
| 2018 | La nostra ultima canzone Vivere o morire | IT92 (1 Wo.)IT |             |
| 2019 | Dov’è l’Italia                           | IT45 (1 Wo.)IT |             |

- Sei bella davvero (2016) – Gold (25.000+)[4]
- Ed è quasi come essere felice (2018)
- Quello che siamo diventati (2018)
- Chissà dove sarai (2018)

## Belege
1. ↑  Carlo Mandelli: Musica: targhe Tenco, è di Motta miglior album in assoluto. ANSA, 5. Juli 2018, abgerufen am 9. Dezember 2018 (italienisch).
2. ↑  Alben von Motta. In: Italiancharts.com. Hung Medien, abgerufen am 9. Dezember 2018.
3. ↑  Archivio classifiche Top Singoli. FIMI, abgerufen am 9. Dezember 2018 (italienisch).
4. ↑  Motta, certificazioni. FIMI, abgerufen am 9. Dezember 2018 (italienisch).

| Personendaten    | Personendaten            |
| ---------------- | ------------------------ |
| NAME             | Motta, Francesco         |
| ALTERNATIVNAMEN  | Motta                    |
| KURZBESCHREIBUNG | italienischer Cantautore |
| GEBURTSDATUM     | 10. Oktober 1986         |
| GEBURTSORT       | Pisa                     |